# Vojaška zdravstvena enota Slovenske vojske
Vojaška zdravstena enota Slovenske vojske (kratica: VZE) je osrednja vojaško-zdravstvena ustanova Slovenske vojske; nastanjena je na Štuli v Šentvidu (Ljubljana).

## Zgodovina
18. junija 2003 je enota prejela bojno zastavo.

## Poveljstvo
Poveljniki
- podpolkovnik Janez Cerkovnik (? - 30. september 2011[1])
- podpolkovnik Jože Grozde (30. september 2011[1] - danes)

Načelniki službe
- Suzana Koltaj, doktorica medicine in specialistka kirurginjo (? - april 2002)
- Ljubica Baloh, doktorica medicine, specialistka medicine dela, prometa in športa (april 2002 - )

## Organizacija
Trenutna
- Poveljstvo
- Logistični vod
- Zdravstveni center
- ROLE-1
- ROLE-2
- Veterinarska enota